# La Main magique de la chance
La Main magique de la chance (The Magic Hand of Chance) est une œuvre numérique de 1982 par l'artiste Roman Verostko. Cette réalisation est caractéristique du tournant des années 1980 en art numérique avec l'usage de texte, de fonctions mathématiques aléatoires et de références culturelles produisant un résultat déroutant (pour les référents de l'époque) qui explore les limites et les expressions possibles du médium numérique. C'est également la première œuvre de l'artiste à être exposée.

## Contexte de production
La Main magique de la chance a été écrite en BASIC sur un ordinateur personnel IBM de première génération pour un écran Color Graphics Adapter et pèse 32 ko. L'introduction de nombres aléatoires permet au programme de tourner indéfiniment sans jamais se répéter. Le programme consiste donc en un algorithme qui permet de générer de façon autonome formes, couleurs et texte. Le concept d'algorithme peut être simplifié comme une suite d'étapes permettant de résoudre un problème, souvent mathématique, mais a aussi été comparé à une recette de cuisine. Cette façon de procéder a été souvent utilisée en art dans des œuvres géométriques, comme avec le divisionnisme de Seurat, les carreaux à motifs de l'Alhambra ou la construction de la perspective selon Alberti. L'arrivée des supports informatiques a fourni aux Algoristes (artistes utilisant sciemment les algorithmes) un terrain d'exploration parfait; des centaines de lignes d'instructions peuvent être enregistrées et exécutées plus rapidement qu'auparavant. Ces algoristes, dont Verostko est un membre fondateur, comptent par exemple Frieder Nake, Vera Molnár ou Manfred Mohr.
Si Roman Verostko avait déjà travaillé sur l'art génératif numérique dès les années 1970 en prenant un cours de Fortran, c'est la première fois qu'il s'essaie à l'affichage graphique, ayant auparavant travaillé à l'aide de traceurs. Ceux-ci, dont le bras était également guidé par un programme informatique, lui permettaient de « matérialiser le hasard », associé dans sa conception de l'art à la « main de Dieu » (il fut moine bénédictin dans les années 1950-1960). Il avait déjà innové auparavant en adaptant la mécanique du traceur à la calligraphie d'inspiration chinoise.

## Œuvre
Elle se présente sous la forme d'une projection sur écran, cathodique à l'origine puis sur des murs dans les expositions subséquentes. Six « séquences », dont le contenu est à chaque fois différent, sont jouées en boucle dans ce que l'artiste appelle une « routine ». Sans ordre particulier, ces séquences sont : une séquence de titre aléatoire (sans nom), Les Citations d'Omphalos, Jabberwock et trois séquences de formes géométriques aléatoires, dont le titre est également généré en temps réel. Les Citations d'Omphalos (The Sayings of Omphalos) sont inspirés du nom de l'ordinateur sur lequel il travaillait, omphalos, du grec « nombril, centre », et des « Citations du Président Mao Tsé-Toung », mieux connues en français sous le Petit Livre rouge. Une représentation symbolique d'un omphalos et l'année en cours accompagnaient le titre.
Les séquences géométriques aléatoires commencent soit par une ligne tracée « par une main invisible » décrivant des arabesques, soit des lignes épaisse et angulaires, parfois hachurées, soit une ligne brisée tournant en spirale. Des couleurs étaient ajoutées par la suite aux formes créées. Les couleurs sur ce type de moniteurs étaient limitées à quatre par image parmi un choix de six palettes (16 couleurs en tout). Les images basculaient rapidement de temps en temps entre deux palettes de couleurs complémentaires. Leur titre était soit un groupe de mots aléatoires ou une dédicace à quelques personnalités (principalement des mathématiciens et des philosophes). Jabberwock, suite de mots créés de toutes pièces, fait référence au poème de Lewis Carroll Jabberwocky (lui-même constitué de mots-valises au sens obscur). Des itérations de l’œuvre sont visibles sur le net. Elle fut exposée cinq fois, surtout au Collège Saint-Vincent où Verostko avait étudié.
C'est donc une sorte de parodie de compendiums de citations, sans prétention sérieuse. Le texte étant généré au hasard, il ne présente pas vraiment de sens que dans l'agencement spontané des mots. Ainsi, l'artiste rapporte qu'il voulait recherche l'effet de « choc » créé par l'association libre de mots, comparable en cela au travail des membres de l'Oulipo ou des dadaïstes. Même s'il s'agit d'une exploration de l'élément graphique et textuel que l'artiste a plus ou moins abandonnée lors de la suite de sa carrière, lui préférant le papier, elle a tout de même été citée par le Siggraph lors de la remise du prix « Award for Lifetime Achievement in Digital Art  » à Verostko.